# Mammendorf
Mammendorf ist eine Gemeinde und ein Dorf im oberbayerischen Landkreis Fürstenfeldbruck.

## Geographie
Der Ort liegt etwa acht Kilometer westlich von Fürstenfeldbruck bzw. 35 Kilometer westlich von München. Die Maisach fließt durch Mammendorf.

### Gemeindegliederung
Es gibt fünf Gemeindeteile: das Pfarrdorf Mammendorf, das Kirchdorf Nannhofen, die Weiler Egg und Peretshofen und die Einöde Eitelsried.

## Geschichte

### Jubiläum
Im Jahr 2008 wurde Mammendorf 1250 Jahre alt und ist damit einer der ältesten Orte in der Region.

### Eingemeindungen
Am 1. Januar 1978 wurde im Rahmen der Gebietsreform in Bayern ein Teil der aufgelösten Gemeinde Aich eingegliedert. Am 1. Mai 1978 kam Nannhofen hinzu.

### Einwohnerentwicklung
Zwischen 1988 und 2018 wuchs die Gemeinde von 2794 auf 4825 um 2031 Einwohner bzw. um 72,7 %.
| Jahr      | 1988  | 2018  | 2023  |
| --------- | ----- | ----- | ----- |
| Einwohner | 2.794 | 4.825 | 5.047 |

## Politik

### Bürgermeister
Josef Heckl ist seit Mai 2014 Erster Bürgermeister; dieser wurde am 15. März 2020 mit 91,1 % der Stimmen für weitere sechs Jahre bestätigt. Vorgänger Johann Thurner hatte das Amt 20 Jahre bekleidet.

### Gemeinderat
Bei der Kommunalwahl 2020 wurde der Gemeinderat wie folgt besetzt:
- CSU: 4 Sitze (24,36 %)
- Grüne: 2 Sitze (14,32 %)
- SPD: 1 Sitz (5,10 %).
- Bürgergemeinschaft Mammendorf: 5 Sitze (34,19 %)
- Freie Wähler: 4 Sitze (22,04 %)

Die Wahlbeteiligung lag bei 60,53 %. Gegenüber der Amtszeit 2014 bis 2020 mussten die Bürgergemeinschaft und die Freien Wähler je ein Mandat abgeben, die erstmals angetretenen Grünen errangen diese beiden Sitze.

### Wappen
| Wappen Gde. Mammendorf | Blasonierung: „Schräglinks geteilt durch einen von Rot und Silber geschachten Balken; oben in Schwarz ein links gewendeter, wachsender goldener Löwe, unten in Gold eine schräglinks gelegte schwarze Schafschere.“ |
| Wappen Gde. Mammendorf | Wappenführung seit 1980 |

## Verkehr

### Zugverkehr
Der Bahnhof Mammendorf an der Bahnstrecke München–Augsburg ist Endstation der Linie S 3 der S-Bahn München. Außerdem verbinden Regionalzüge der Linien RB 86 und RB 87 von Arverio Bayern Mammendorf mit München, sowie mit Augsburg, Donauwörth und Dinkelscherben. Der Bahnhof wurde am 11. Dezember 2005 von Nannhofen in Mammendorf umbenannt. Bereits seit Dezember 2004 war Mammendorf auf den Netzplänen des MVV mit Nannhofen (Mammendorf) aufgeführt.
| Linie | Linienverlauf |
| ----- | --- |
| S3    | Mammendorf – Malching – Maisach – Gernlinden – Esting – Olching – Gröbenzell – Lochhausen – Langwied – Pasing – Laim – Hirschgarten – Donnersbergerbrücke – Hackerbrücke – Hauptbahnhof – Karlsplatz (Stachus) – Marienplatz – Isartor – Rosenheimer Platz – Ostbahnhof – St.-Martin-Straße – Giesing – Fasangarten – Fasanenpark – Unterhaching – Taufkirchen – Furth – Deisenhofen – Sauerlach – Otterfing – Holzkirchen |

### Busverkehr
Mammendorf wird durch mehrere Regionalbuslinien des MVV erschlossen.
| Linie | Linienverlauf | Verkehrsunternehmen |
| ----- | --- | ------------------- |
| 810   | Mammendorf – Landsberied – Jesenwang – Moorenweis – Geltendorf                                                     | Omnibus Neumeyr     |
| 822   | Mammendorf – Adelshofen – Jesenwang – Landsberied – Schöngeising – Fürstenfeldbruck                                | Omnibus Neumeyr     |
| 829   | Mammendorf – Jesenwang, Schule – Mammendorf, Schule – Moorenweis                                                   | Omnibus Neumeyr     |
| 838   | Tegernbach – Mittelstetten – Hattenhofen – Oberschweinbach – Mammendorf – Puch – Buchenau                          | Amperbus GmbH       |
| 839   | Tegernbach – Mittelstetten – Althegnenberg – Hattenhofen – Mammendorf – Puch – Fürstenfeldbruck                    | Amperbus GmbH       |
| 889   | Althegnenberg – Tegernbach – Mittelstetten – Oberschweinbach – Mammendorf – Fürstenfeldbruck                       | Amperbus GmbH       |
| 8800  | Ruftaxi Fürstenfeldbruck – Mammendorf – Hattenhofen – Adelshofen – Oberschweinbach – Althegnenberg – Mittelstetten | Geldhauser          |

### Straßenverkehr
Mammendorf liegt an der Bundesstraße 2.

## Sport
In Mammendorf gibt es drei Sportvereine:
- SV Mammendorf e. V.[7]
- Schützenverein Eichenlaub Mammendorf e. V.[8]
- Tennisclub Mammendorf[9]

## Bauwerke
- Pfarrkirche St. Jakob
- Kirche St. Nikolaus und Sylvester

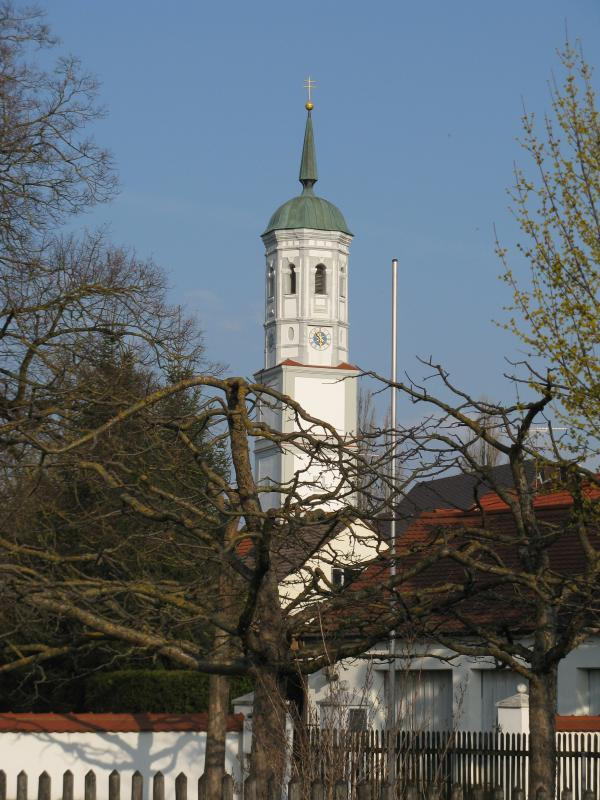
Pfarrkirche St. Jakob

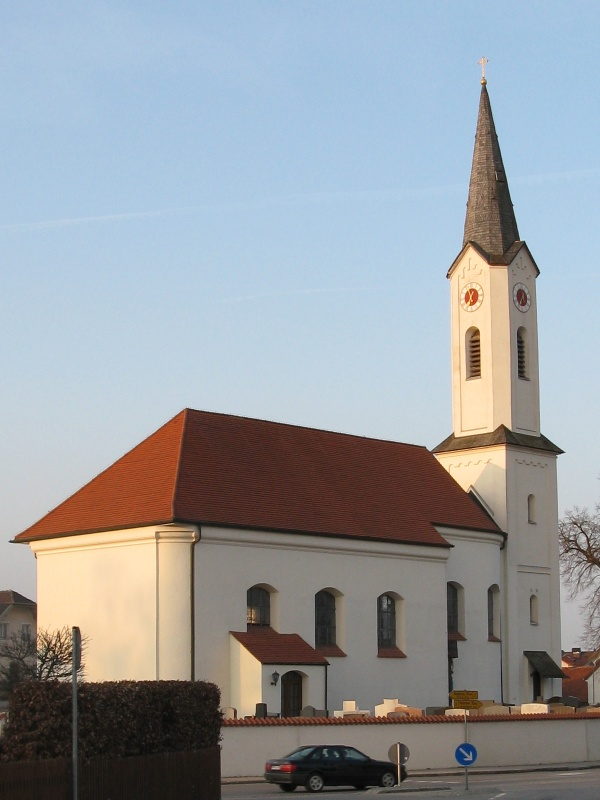
Kirche St. Nikolaus und Sylvester

Beide Kirchen sind nicht weit voneinander entfernt; ihre Türme gelten als Wahrzeichen von Mammendorf und werden auch gerne stilisiert nebeneinander abgebildet.

## Söhne und Töchter
- Gerhard Merz (* 1947), Künstler
- Benjamin Miskowitsch (* 1984), Mitglied des Bayerischen Landtags
- Margit Quell, Olympiasiegerin bei den Paralympics im Rollstuhltanz
- Noah Hegge (* 1999), Kanute